# Cabarno
Nella mitologia greca,  Cabarno  (in greco antico: Κάβαρνος) era un abitante della città di Paro caro a Demetra.

## Il mito
La divina Demetra aveva una figlia chiamata Persefone che non riusciva più a ritrovare, si mise alla sua ricerca  nel mondo intero fin quando arrivata in un'isola Cabarno riuscì ad informarla della verità. Infatti egli aveva le prove che sua figlia era stata rapita in precedenza da un altro dio, Ade, la divinità degli inferi. La dea fu molto grata per l'informazione rendendo Cabarno suo sacerdote.

### Interpretazione e realtà storica
Da Cabarno discendono i Cabarni, i sacerdoti di Paro che dovevano presenziare alle cerimonie in favore della dea, inoltre secondo altre fonti il nome della stessa isola cambiò nome in Kabarnis.

### Moderna
- Luisa Biondetti, Dizionario di mitologia classica, Milano, Baldini&Castoldi, 1997, ISBN 978-88-8089-300-4.
- Robert Graves, I miti greci, Milano, Longanesi, ISBN 88-304-0923-5.
- Pierre Grimal, Enciclopedia della mitologia 2ª edizione, Brescia, Garzanti, 2005, ISBN 88-11-50482-1. Traduzione di Pier Antonio Borgheggiani